# دیو چشمه

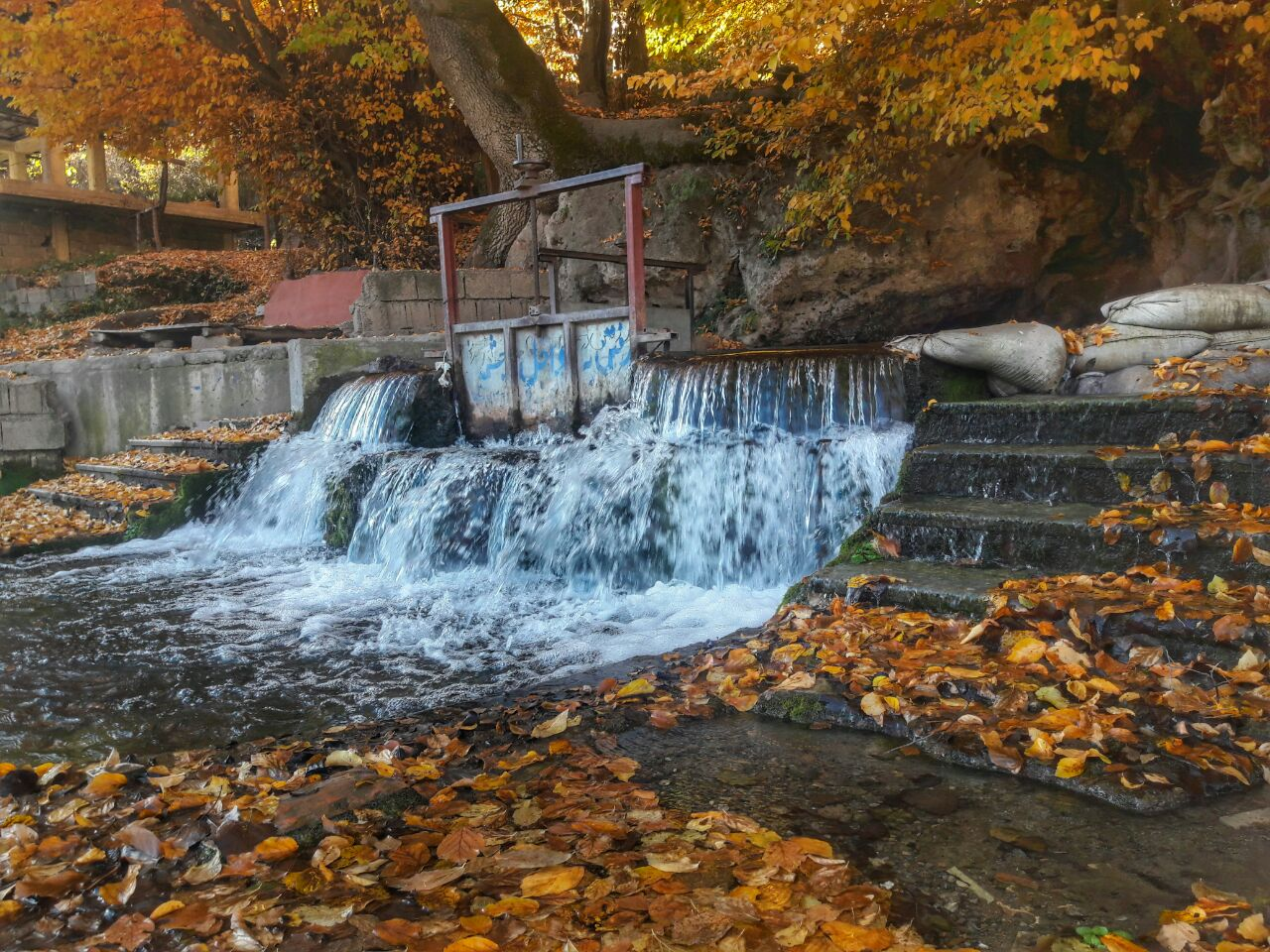

این چشمه زیبا و پرجاذبه به دلیل آب بسیار فراوان و گوارا، مورد استفاده اهالی منطقه قرار می‌گرفته‌است.
برای رسیدن به این چشمه بزرگ پس از طی ۲۴ کیلومتر از ابتدای دو راهی چالوس (دوب آب) به کجور در ضلع جنوبی خیابان چناران روستای آستانکرود بخش کجور
(در منطقه گردشگری روستای آستانکرود) این چشمه زیبا و دیدنی رخ می‌نمایاند.
یک ضرب مثلی کجوری هم می‌گوید: هرکس، دیو چشمهٔ او ره بَخارِه اَی گِردِنه هَیجه یعنی هر که آب دیو چشمه را بخورد، دوباره به این منطقه بازمی‌گردد.
آب این چشمه در فصل تابستان بیش از فصل زمستان سرد و یخ است که این بر جاذبه این چشمه رؤیایی افزوده‌است. فضای سبز و وجود انواع گونه‌های درختی و درختچه‌ای در حاشیه، این چشمه را به مکان رؤیایی مبدل ساخته که در تمام فصل‌های سال گردشگران زیادی را به خود جذب می‌کند.
هم‌اکنون نیز یک استراحتگاه در دست احداث می‌باشد که مسافرین بتوانند در آنجا اسکان پیدا کنند.
آب چشمه در فاصله حدود یکصد متری از طریق یک نهر سنگ چین شده به سمت توربینی هدایت و آن را به حرکت درمی‌آورد که دیدن این صحنه خاطره آمیز و جذاب است. دیو چشمه نه تنها از نطر جاذبه‌های طبیعی و بلکه آب آن نیز برای مصارف کشاورزی و مزارع پرورش ماهی مناسب است. میزان آبدهی این چشمه بین ۱۸۶ تا ۲۷۰ لیتر در ثانیه لیتر در ثانیه است. دیوچشمه از طریق رودخانه اِواز به رودخانه بزرگ چالوس می‌پیوندد و سرانجام به دریای خزر می‌ریزد.